# Puchar Polski (okręg Słupsk) w piłce nożnej mężczyzn (2024/2025)

W sezonie 2024/2025 Puchar Polski na szczeblu okręgowym w okręgu Słupsk składał się z 5 rund, w których wzięły udział zespoły z okręgu słupskiego. Rozgrywki miały na celu wyłonienie zdobywcy Okręgowego Pucharu Polski w okręgu Słupsk i uczestnictwo w rozgrywkach szczebla regionalnego województwa pomorskiego w sezonie 2024/2025.

## Zwycięzcy
Zwycięzcami pucharu zostały drużyny:
- Gryf Słupsk
- Pogoń Lębork
- Bytovia Bytów
- Gryf II Słupsk

## I runda
| Gospodarz          | Wynik | Gość                    |
| ------------------ | ----- | ----------------------- |
| Wembley Mosty      | 7-1   | Szansa Siemianice       |
| Lew Lębork         | 6-2   | Orkan Gostkowo          |
| GKS Kołczygłowy    | 0-8   | Bytovia II Bytów        |
| KS Bytów           | 1-3   | Kaszubia II Studzienice |
| Magic Niezabyszewo | 0-4   | Lipniczanka Lipnica     |
| Start II Miastko   | 1-6   | Brda Przechlewo         |
| KS Zaleskie        | 6-2   | ZS Damnica              |

## II runda
| Gospodarz               | Wynik | Gość                       |
| ----------------------- | ----- | -------------------------- |
| Wembley Mosty           | 3-1   | Stal Jezierzyce            |
| Lew Lębork              | 1-3   | Słupia Kobylnica           |
| Bytovia II Bytów        | 0-5   | Granit Kończewo            |
| Kaszubia II Studzienice | 1-4   | Skotawia Dębnica Kaszubska |
| Lipniczanka Lipnica     | 2-1   | GTS Czarna Dąbrówka        |
| Brda Przechlewo         | 4-5   | Lider Rychnowy             |
| KS Zaleskie             | 5-2   | Unison Machowino           |

## III runda
| Gospodarz                  | Wynik | Gość               |
| -------------------------- | ----- | ------------------ |
| Wembley Mosty              | 3-5   | Myśliwiec Tuchomie |
| KS Zaleskie                | 0-2   | Pomorze Potęgowo   |
| Lipniczanka Lipnica        | 1-4   | Sokół Wyczechy     |
| Jantar Ustka               | 2-3   | Granit Kończewo    |
| Skotawia Dębnica Kaszubska | 1-2   | Słupia Kobylnica   |
| MKS Debrzno                | 5-3   | Lider Rychnowy     |

## IV runda
| Gospodarz          | Wynik     | Gość                         |
| ------------------ | --------- | ---------------------------- |
| Słupia Kobylnica   | 1-2 (dg.) | Dolina Speranda Niepoględzie |
| Pomorze Potęgowo   | 0-3 (wo.) | Gryf Słupsk                  |
| Granit Kończewo    | 2-5       | Kaszubia Studzienice         |
| Myśliwiec Tuchomie | 1-2       | Pogoń Lębork                 |
| Sokół Wyczechy     | 0-4       | Bytovia Bytów                |
| MKS Debrzno        | 4-5       | Piast Człuchów               |
| Gryf II Słupsk     | 1-0       | Anioły Garczegorze           |
| Start Miastko      | 2-3 (dg.) | Sparta Sycewice              |

## V runda
| Gospodarz                    | Wynik | Gość            |
| ---------------------------- | ----- | --------------- |
| Dolina Speranda Niepoględzie | 0-1   | Gryf Słupsk     |
| Kaszubia Studzienice         | 2-3   | Pogoń Lębork    |
| Piast Człuchów               | 0-4   | Bytovia Bytów   |
| Gryf II Słupsk               | 5-1   | Sparta Sycewice |